# Partit dels Pensionistes (Dinamarca)
 Partit dels Pensionistes (danès Pensionistpartiet) fou un partit polític danès fundat el 1976 per Hans Hansen, quiosquer de Rudkøbing. Es presentà a les eleccions legislatives daneses de 1977 i només va obtenir 26.889 vots (0,9% dels vots) i cap escó.